# Göztepe Izmir
Göztepe Izmir, offiziell Göztepe Spor Kulübü, ist ein türkischer Fußballverein aus Izmir. Der Verein wurde am 14. Juni 1925 in Izmir gegründet und spielte in den frühen Jahren in den regionalen Ligen von Izmir, bevor er in den 1950er Jahren auf nationaler Ebene in Erscheinung trat.
Die 1960er und 1970er Jahre gelten als die goldene Ära von Göztepe. In dieser Zeit war der Club regelmäßig in der höchsten türkischen Liga Süper Lig vertreten. Besonders bemerkenswert war der internationale Erfolg in der Saison 1968/69, als Göztepe als erster und einziger türkischer Verein das Halbfinale des Messestädte-Pokals erreichte.
Göztepe spielt seine Heimspiele im Gürsel Aksel Stadyumu, das im Januar 2020 eröffnet wurde und Platz für etwa 20.000 Zuschauer bietet. Das Stadion ist nach Gürsel Aksel, einem ehemaligen Spieler des Vereins, benannt.
In der „Ewigen Tabelle“ der türkischen Fußballmannschaften belegt Göztepe den 13. Rang.

## Geschichte

### Gründung[4]
Die Gründung des Vereins fiel in eine Zeit, in der der Fußball in der Türkei, insbesondere in den großen Städten wie Istanbul, Izmir und Ankara, immer populärer wurde. Izmir war zu dieser Zeit ein kulturelles und wirtschaftliches Zentrum, und der Sport spielte eine zunehmend wichtige Rolle im städtischen Leben.
Die Gründung von Göztepe wurde von einer Gruppe fußballbegeisterter junger Männer aus dem gleichnamigen Stadtteil Göztepe in Izmir initiiert. Diese Gruppe, die sich in der Nachbarschaft gut kannte, wollte einen Verein ins Leben rufen, der die Jugend des Stadtteils organisierte und sportliche Aktivitäten förderte. Der Name „Göztepe“ wurde in Anlehnung an den Stadtteil gewählt, der am Ufer des Ägäischen Meeres liegt.

### Göztepe als Sportverein[5]
Göztepe ist nicht nur im Fußball, sondern auch in mehreren anderen Sportarten aktiv. Neben einer erfolgreichen Handballabteilung, die in der türkischen Superliga spielt, ist der Verein auch im Basketball, Volleyball und Segeln engagiert. Darüber hinaus hat Göztepe in den letzten Jahren eine E-Sport-Abteilung gegründet und ist in Sportarten wie Schwimmen und Wasserball vertreten.

### Rivalität[6]
Die Rivalität zwischen Göztepe Izmir und anderen Sportclubs, insbesondere mit Karşıyaka SK, ist eine der intensivsten und ältesten im türkischen Fußball. Diese Rivalität ist nicht nur sportlicher Natur, sondern hat auch tief verwurzelte soziale und kulturelle Hintergründe. Das Derby zwischen Göztepe und Karşıyaka gilt als Regionalderby. In der Saison 1980/81 stellten beide Vereine am 18. Mai 1981 mit über 80.000 Zuschauern den Weltrekord für die Besucherzahl eines Zweitligaspiels auf.
Neben Karşıyaka hat Göztepe auch kleinere Rivalitäten mit anderen Vereinen aus der Region und der Süper Lig, darunter Altay SK aus Izmir.

### Übernahme durch die Investmentfirma „Sport Republic“[7]
Im August 2022 erlebte Göztepe Izmir eine bedeutende Veränderung in seiner Eigentümerstruktur, als der Verein von der britischen Investmentfirma Sport Republic übernommen wurde. Sport Republic ist eine auf Sport und Technologie spezialisierte Investmentgesellschaft, die von den Geschäftspartnern Rasmus Ankersen und Henrik Kraft geleitet wird. Die Übernahme von Göztepe markierte den Eintritt des Unternehmens in den türkischen Fußballmarkt und spiegelte seine Ambitionen wider, ein globales Netzwerk von Fußballclubs aufzubauen.

## Gürsel Aksel Stadion
Das Gürsel Aksel Stadium ist das Heimstadion des türkischen Fußballvereins Göztepe Izmir und ein modernes Wahrzeichen der Stadt. Es wurde im Januar 2020 eröffnet und bietet Platz für rund 20.000 Zuschauer. Benannt ist das Stadion nach Gürsel Aksel, einer Vereinslegende und einem der bedeutendsten Spieler in der Geschichte von Göztepe.

## Fans

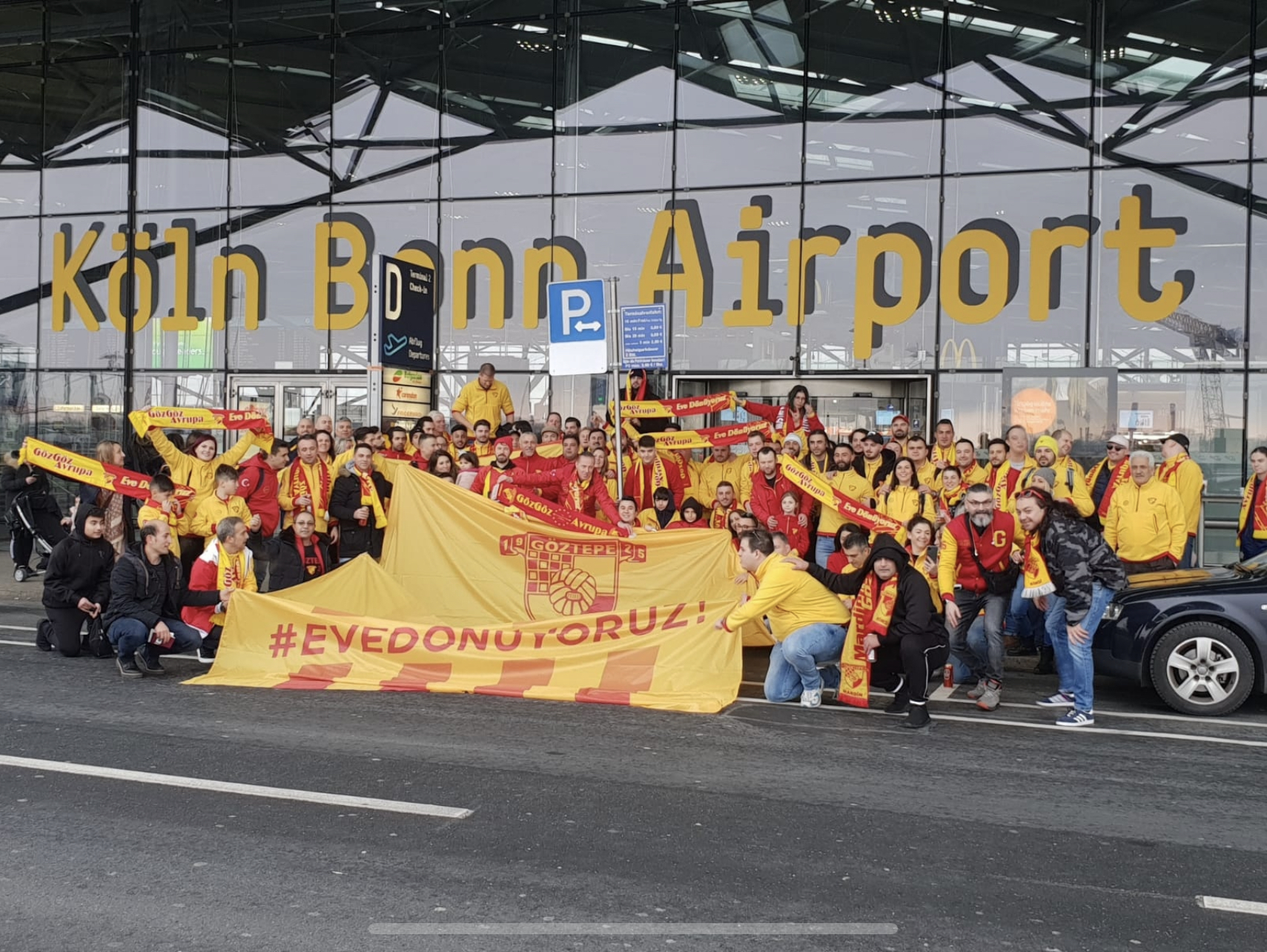
Göztepe-Fans der GözGözAvrupa-Gruppierung auf dem Weg zur Stadion-Eröffnung am Köln-Bonn-Flughafen

Die Fans von Göztepe Izmir sind bekannt für ihre Leidenschaft und Treue. In der Saison 2023/24 belegte der Verein sowohl in der Süper Lig als auch in der TFF 1. Lig, der zweithöchsten türkischen Liga, mit einem beeindruckenden Zuschauerdurchschnitt von 16.649 den fünften Platz in der Tabelle der höchsten Zuschauerzahlen.
Eine besondere Dimension der Göztepe-Fankultur ist die Freundschaft mit Sakaryaspor, einem Verein aus der Stadt Sakarya. Diese Fanfreundschaft, die sich über die Jahre entwickelt hat.
Innerhalb der Göztepe-Fanszene gibt es mehrere Fangruppen. Die bekannteste ist „Yalı“, die für ihre lautstarke Unterstützung und kreative Choreografien bekannt ist. Diese Gruppe hat einen großen Einfluss auf die Atmosphäre im Gürsel Aksel Stadion. Eine weitere bedeutende Fangruppe ist „GözGözAvrupa“.

## Aktueller Kader der Fußballmannschaft 2025/26
Letzte Aktualisierung: 15. August 2025
| Nr.        | Pos. | Nat.                | Name                          | Geburtstag     | im Verein seit | Vertrag bis | vorheriger Verein       |
| Tor        | Tor  | Tor                 | Tor                           | Tor            | Tor            | Tor         | Tor                     |
| ---------- | ---- | ------------------- | ----------------------------- | -------------- | -------------- | ----------- | ----------------------- |
| 1          | TW   | Polen               | Mateusz Lis                   | 30. Juni 1997  | 2024           | 2027        | Southampton             |
| 17         | TW   | Turkei              | Ekrem Kilicarslan             | 22. Aug. 1997  | 2024           | 2026        | Esenler Erokspor        |
| Abwehr     |      |                     |                               |                |                |             |                         |
| 4          | IV   | Turkei              | Taha Altikardes               | 22. Aug. 2003  | 2023           | 2028        | Trabzonspor             |
| 5          | IV   | Brasilien           | Heliton Jorge Tito dos Santos | 13. Nov. 1991  | 2024           | 2026        | CSKA 1948               |
| 12         | LV   | Turkei              | İsmail Köybaşı                | 10. Juli 1989  | 2022           | 2026        | Trabzonspor             |
| 22         | LV   | Turkei              | Ugur Kaan Yildiz              | 30. Juni 2002  | 2022           | 2026        | Fenerbahce Jugend       |
| 23         | IV   | Turkei              | Furkan Bayır                  | 09. Feb. 2000  | 2024           | 2028        | Alanyaspor              |
| 26         | IV   | Kamerun Frankreich  | Malcom Bokele                 | 12. Feb. 2000  | 2024           | 2027        | FC Girondins Bordeaux   |
| 45         | IV   | Turkei              | Ege Yildirim                  | 18. Apr. 2007  | 2023           | 2026        | Göztepe Jugend          |
| 75         | LV   | Tunesien Frankreich | Amin Cherni                   | 07. Juli 2001  | 2025           | 2028        | Stade Laval             |
| 77         | LV   | Turkei              | Ogün Bayrak                   | 10. Okt. 1998  | 2023           | 2026        | Ankara Keciörengücü     |
| 93         | IV   | Brasilien           | Allan Godoi                   | 04. April 1993 | 2025           | 2027        | Operario Ferroviario EC |
| 99         | RV   | Turkei Albanien     | Arda Okan Kurtulan            | 19. Nov. 2002  | 2025           | 2029        | Vereinslos              |
| -          | RV   | Brasilien           | Ruan Gregorio Teixeira        | 29. Mai 1995   | 2025           | 2026        | AC Goianiense           |
| Mittelfeld |      |                     |                               |                |                |             |                         |
| 8          | ZM   | Turkei Osterreich   | Ahmed Ildız                   | 28. Nov. 1996  | 2023           | 2026        | Alanyaspor              |
| 10         | OM   | Benin Nigeria       | Junior Olaitan                | 09. Mai 2002   | 2025           | 2029        | Grenoble Foot           |
| 20         | DM   | Tansania            | Novatus Miroshi               | 02. Sep. 2002  | 2024           | 2028        | SV Zulte Waregem        |
| 30         | DM   | Nigeria             | Anthony Dennis                | 21. Juni 2004  | 2023           | 2027        | Göztepe Jugend          |
| 32         | ZM   | Turkei              | Furkan Malak                  | 14. Jan. 2005  | 2022           | 2028        | Göztepe Jugend          |
| 98         | DM   | Brasilien           | Rhaldney Gomes                | 20. Nov. 1998  | 2025           | 2028        | AC Goianiense           |
| -          | OM   | Turkei Deutschland  | Efkan Bekiroglu               | 30. Juni 1995  | 2025           | 2026        | Ankaragücü              |
| Sturm      |      |                     |                               |                |                |             |                         |
| 7          | MS   | Jordanien           | Ibrahim Sabra                 | 01. Feb. 2006  | 2025           | 2029        | Al-Wehdat SC            |
| 9          | MS   | Brasilien           | Juan Santos da Silva          | 07. März 2002  | 2024           | 2026        | Southampton             |
| 19         | MS   | Brasilien           | Emersonn Correia              | 16. Juli 2004  | 2025           | 2029        | Athletico Paranaense    |
| 39         | MS   | Brasilien           | Janderson Costa               | 06. Mai 1999   | 2025           | 2028        | Esporte Clube Vitoria   |

## Aktuelle Transfers der Fußballmannschaft Saison 2025/26
Letzte Aktualisierung: 15. August 2025
| Zugänge | Abgänge |
| Sommer 2025 - Amin Cherni (Stade Laval ) - Allan Godoi (Operario Ferroviario EC) - Arda Okan Kurtulan (Vereinslos) - Ruan Gregorio Teixeira (AC Goianiense ) - Junior Olaitan (Grenoble Foot ) - Rhaldney Gomes (AC Goianiense ) - Efkan Bekiroglu (Ankaragücü ) - Ibrahim Sabra (Al-Wehdat SC ) - Janderson Costa (Esporte Clube Vitoria ) Leihe: - Juan Santos da Silva (Southampton ) Leih-Ende: - Furkan Malak (Southampton ) - Ugur Kaan Yildiz (A. Keciörengücü ) - Ekrem Kilicarslan (Esenler Erokspor ) | Sommer 2025 - Erkam Kömür (Kirklarelispor ) - Nazim Sangaré (Gaziantep FK ) - Emir Enes Araz (Tire 2021 FK ) - Doğan Erdoğan (Igdir FK ) - Emircan Secgin (Iskenderunspor ) - Lasse Nielsen (Vejle BK ) - David Tijanic (Al-Najma ) - Kubilay Kanatsizkus (Kasımpaşa ) - Djalma Silva (Vereinslos) - Rômulo (RB Leipzig ) Leihe: - Arda Özcimen (Bandirmaspor ) Leih-Ende: - Issac Solet (Slavia Sofia ) - Koray Günter (Hellas Verona ) - Kuryu Matsuki (Southampton ) - Victor Hugo (Flamengo ) |

## Erfolge national
- Lokalligameister von Izmir (türkisch İzmir Mahalli Lig şampiyonu): 1938/39, 1 1941/42, 1942/43, 1943/44, 1949/50[8]
- Türkische Meisterschaft (Türkiye Futbol Şampiyonası): 1950[8]
- Türkischer Pokalsieger (Türkiye Kupası): 1968/69, 1969/70[8]
- Präsidenten-Pokalsieger (Cumhurbaşkanlıği Kupası): 1970[8]
- 3. Platz der Süper Lig (damals 1. Lig): 1970/71

Seit Gründung der türkischen Profiliga Süper Lig 1959 verbrachte Göztepe 28 Jahre in der ersten Liga und 25 Jahre in der zweiten Liga (Stand: 4. Oktober 2019).

## Europapokalbilanz
Sieben Jahre in Folge war Göztepe international vertreten.
| Saison  | Wettbewerb                  | Runde         | Gegner              | Gesamt    | Hin     | Rück          |
| ------- | --------------------------- | ------------- | ------------------- | --------- | ------- | ------------- |
| 1964/65 | Messestädte-Pokal           | 1. Runde      | Petrolul Ploiești   | 1:3       | 0:1 (H) | 1:2 (A)       |
| 1965/66 | Messestädte-Pokal           | 2. Runde      | TSV 1860 München    | 03:10     | 2:1 (H) | 1:9 (A)       |
| 1966/67 | Messestädte-Pokal           | 1. Runde      | FC Bologna          | 2:5       | 1:2 (H) | 1:3 (A)       |
| 1967/68 | Messestädte-Pokal           | 1. Runde      | Royal Antwerpen     | 2:1       | 2:1 (A) | 0:0 (H)       |
| 1967/68 | Messestädte-Pokal           | 2. Runde      | Atlético Madrid     | 3:2       | 0:2 (A) | 3:0 (H)       |
| 1967/68 | Messestädte-Pokal           | 3. Runde      | Vojvodina Novi Sad  | 0:2       | 0:1 (A) | 0:1 (H)       |
| 1968/69 | Messestädte-Pokal           | 1. Runde      | Olympique Marseille | (L)2:20   | 2:0 (H) | 0:2 n. V. (A) |
| 1968/69 | Messestädte-Pokal           | 2. Runde      | FC Argeș Pitești    | 5:3       | 3:0 (H) | 2:3 (A)       |
| 1968/69 | Messestädte-Pokal           | 3. Runde      | OFK Belgrad         | (a)3:3(a) | 1:3 (A) | 2:0 (H)       |
| 1968/69 | Messestädte-Pokal           | Viertelfinale | Hamburger SV        | 1         |         |               |
| 1968/69 | Messestädte-Pokal           | Halbfinale    | Újpesti Dózsa SC    | 1:8       | 1:4 (H) | 0:4 (A)       |
| 1969/70 | Europapokal der Pokalsieger | 1. Runde      | US Luxemburg        | 6:2       | 3:0 (H) | 3:2 (A)       |
| 1969/70 | Europapokal der Pokalsieger | 2. Runde      | Cardiff City        | 3:1       | 3:0 (H) | 0:1 (A)       |
| 1969/70 | Europapokal der Pokalsieger | Viertelfinale | Atlético Madrid     | 0:2       | 0:2 (A) | 0:0 (H)       |
| 1970/71 | Europapokal der Pokalsieger | 1. Runde      | US Luxemburg        | 5:1       | 5:0 (H) | 0:1 (A)       |
| 1970/71 | Europapokal der Pokalsieger | 2. Runde      | Górnik Zabrze       | 0:4       | 0:1 (H) | 0:3 (A)       |

Gesamtbilanz: 30 Spiele, 10 Siege, 2 Unentschieden, 18 Niederlagen, 36:49 Tore (Tordifferenz −13)

## Trivia
- Das Pokalfinale 1967 zwischen Göztepe und Altay endete 2:2. Anschließend wurde per Münzentscheid der Altay als Pokalsieger ermittelt.[9]
- In den insgesamt 30 Begegnungen im europäischen Wettbewerb hat Göztepe 11 Siege für sich beanspruchen können, 17 Partien wurden verloren und 2 fanden keinen Gewinner.
- 2006 belegte der Verein Platz 14 der Ewigen Tabelle in der Türkei.
- Fevzi Zemzem, der Jahrhundertspieler des Vereins, belegt mit 144 Ligatreffern immer noch Rang 7 der ewigen türkischen Torschützenliste.
- Neben Zemzen gehören Nevzat Güzelırmak, Ali Artuner und Gürsel Aksel zu den Spielerlegenden des Vereins.
- Mit dem polnischen Torwart Radosław Majdan stellte Göztepe sogar einen Nationalspieler für die FIFA Fußball-Weltmeisterschaft 2002 in Japan und Südkorea.[10]